# Reichskommissariat Kaukasus
Il Reichskommissariat Kaukasus (letteralmente "Commissariato del Reich del Caucaso" in tedesco, in russo "Рейхскомиссариат Кавказ") fu una pianificata amministrazione civile (Reichskommissariat) che la Germania nazista avrebbe dovuto istituire sui territori occupati dell'Unione Sovietica durante la seconda guerra mondiale: l'ente avrebbe dovuto comprendere, in teoria, i territori della Transcaucasia e della Ciscaucasia nonché alcune parti della Russia meridionale, con la città di Tbilisi ("Tiflis" in tedesco) come centro amministrativo. Arno Schickedanz, un giornalista amico del gerarca nazista Alfred Rosenberg, fu proposto come possibile Reichskommissar per il nuovo territorio.
L'ente non fu mai concretamente stabilito: varie zone del progettato Reichskommissariat furono effettivamente occupate dai tedeschi nel corso dell'Operazione Blu e della battaglia del Caucaso tra il giugno e l'ottobre del 1942, ma queste conquiste furono ben presto annullate dalla vittoria sovietica nella seguente battaglia di Stalingrado e l'ente non entrò mai in funzione.

## La pianificazione territoriale del"Reichskommissariat Kaukasus"
Il Reichskommissariat Kaukasus fu pianificato in sette Generalkommissariat, a loro volta suddivisi in un numero variabile di Sonderkommissariat ("distretti speciali") e Kreiskommissariat, e questi a loro volta in Rajon.

### Generalkommissariat Georgien
Capitale: Tbilisi (Tiflis)
20 Kreiskommissariat (75 Rajon)
- Sonderkommissariat Adscharien (Agiaria)
- Sonderkommissariat Abchasien (Abcasia)
- Sonderkommissariat Südossetien (Ossezia del sud)

### Generalkommissariat Aserbeidschan
Capitale: Baku
30 Kreiskommissariat (87 Rajon)
- Sonderkommissariat Nachitschewan (Naxçıvan)

### Generalkommissariat Kuban
Capitale: Krasnodar
30 Kreiskommissariat (83 Rajon)

### Generalkommissariat Terek
Capitale: Stavropol' (Woroschilowgrad)
20 Kreiskommissariat (60 Rajon)

### Generalkommissariat für die Gebiete der Bergvölker (Berg-Kaukasien)
Capitale: Vladikavkaz (Ordschonikidse)
30 Kreiskommissariat (93 Rajon)
- Sonderkommissariat Nordossetien (Ossezia del nord) - Capitale: Ordschonikidse - 3 Kreiskommissariat (10 Rajon)
- Sonderkommissariat Dagestan (Daghestan) - Capitale: Machačkala - 10 Kreiskommissariat (32 Rajon)
- Sonderkommissariat Tschetscheno-Inguschetien (Cecenia - Inguscezia) - Capitale: Groznyj
- Sonderkommissariat Kabardino-Balkarien (Cabardino-Balcaria) - 5 Kreiskommissariat (15 Rajon)
- Sonderkommissariat Karatschai-Tscherkessien (Karačaj-Circassia- 2 Kreiskommissariat (6 Rajon)
- Sonderkommissariat Tscherkessien (Circassia) - 1 Kreiskommissariat (4 Rajon)
- Sonderkommissariat Adyge (Adighezia)

### Generalkommissariat Armenien
Capitale: Erevan
12 Kreiskommissariat (42 Rajon)

### Generalkommissariat Kalmückien
Capitale: Astrachan'
incluso ASSR Kalmückien, "Gebiet Astrachan" e "südöstlichen Teil des Gebietes Rostow".